# DZ Bank

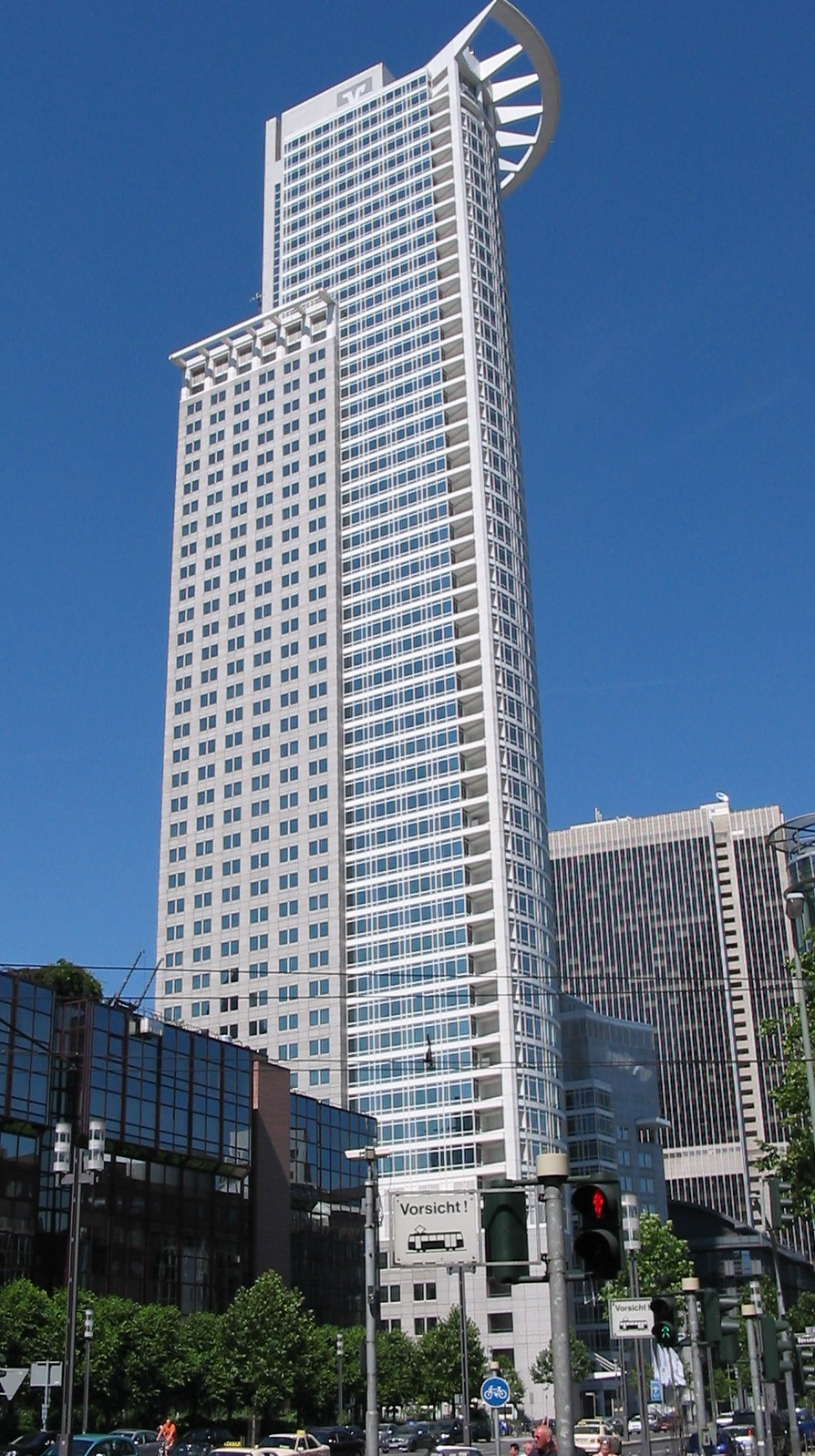
Bâtiment principal de Francfort

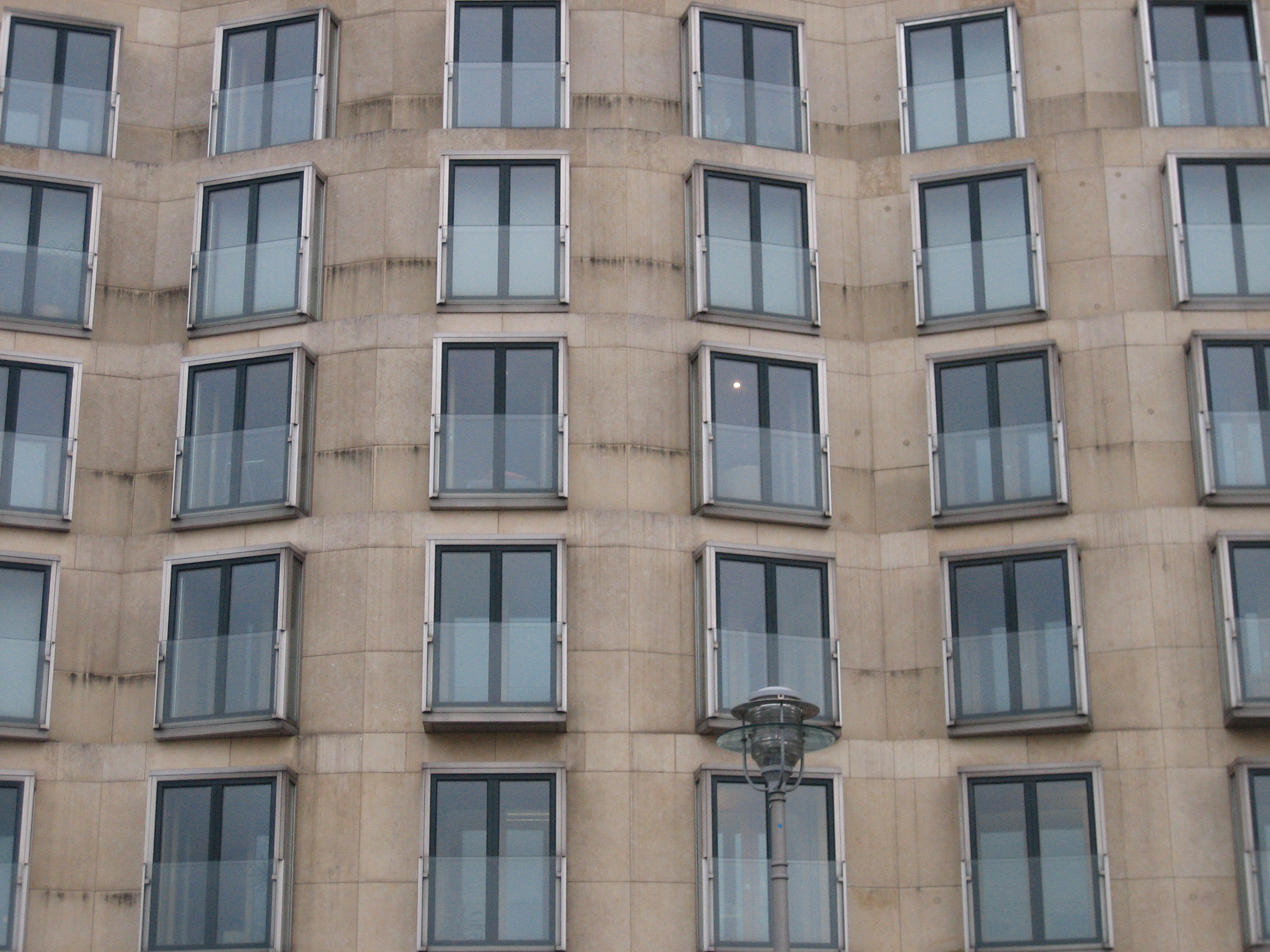
Siège berlinois de la DZ Bank sur Behrenstraße, Mitte

DZ Bank est une banque allemande dont le siège se situe à Francfort-sur-le-Main et qui regroupe près de 1 200 des 1 400 banques mutualistes d'Allemagne.

## Histoire
DZ Bank, Deutsche Zentral-Genossenschaftsbank, résulte de la fusion en 2001 de la GZ-Bank (elle-même formée par la fusion des banques  régionales SGZ et GZB) et de la DG Bank. Son siège est installé à Francfort-sur-le-Main dans un immeuble de 208 m de hauteur (50 étages) conçu par le bureau d'architectes Kohn Pedersen Fox Associates en 1991-1993 (il est surnommé le gratte-ciel des couronnes). 
La succursale de Berlin, investie depuis 2000, a été construite par le célèbre architecte Frank Gehry à côté de la porte de Brandeburg (sur la place de Paris) en 1996-1999. Les négociations sur une possible fusion avec l'autre centrale de banques mutualistes, la bien plus petite banque, ont repris en 2006 après le départ du Dr. Brixner et ont été interrompues en décembre 2006 en raison d'indiscrétions.
Jusqu'en août 2006, Norisbank, connue pour son modèle de crédit standardisé "easyCredit", appartenait à la DZ Bank. La marque "easyCredit" est cependant restée dans le giron de la DZ Bank. 
En novembre 2015, DZ Bank et WGZ Bank annonce la fusion de leurs activités, les premiers essais du fusion ayant été tentés autour de 2008.

## Activité
DZ Bank est propriétaire de la Volksbank et de la Raiffeisenbank, ainsi que de la PSD-Banken et la Sparda-Banken. Elle forme ainsi la sixième plus grande banque d'Allemagne.
Elle se décrit elle-même comme une « banque centrale », ce qui contredit cependant la définition habituelle d'une banque centrale comme banque nationale émettrice de billets, mais correspond historiquement à la fonction de la caisse mutualiste centrale prussienne. Sa tâche principale est de soutenir l'activité de ses filiales en développant elle-même des produits qui permettent aux petites banques mutualistes de proposer à leurs clients une offre variée. 
L'Institut de transaction pour les services d'opérations financières règle les transactions financières des banques mutualistes. Dwpbank s'occupe des titres de valeur. DZ Bank est l'un des principaux propriétaires de Dwpbank. À travers sa participation au CardProcess, elle règle les questions de cartes de crédit et autres moyens de paiement électronique. Enfin, DZ Bank est active dans la relation-clients et la Stratégie-Holding. 
DZ Bank possède en outre la deuxième plus grande collection de photographie moderne en Allemagne après celle de la Deutsche Bank.

## Participations
- TeamBank
- Bausparkasse Schwäbisch Hall
- Deutsche Genossenschafts-Hypothekenbank
- R+V Versicherung
- Union Asset Management Holding
- VR Kreditwerk Hamburg - Schwäbisch Hall
- DVB Bank : 92,55 % depuis le 26 septembre 2003
- DZ Privatbank
- DZ Bank International
- DZ Equity Partner
- VR Leasing
- CardProcess
- ReiseBank
- Dwpbank : 40,00 %

## Propriétaires des parts
DZ Bank avait à la date du 31 décembre 2004 un capital de 2 878 43 Millions d'euros, réparti de la façon suivante : 
- Coopératives (directement et indirectement) 78,24 %
- WGZ Bank (directement et indirectement) 6,67 %
- Autres coopératives 6,81 %
- Autres 8,28 %

## Direction
Conseil d'administration
Au 11 janvier 2013, le conseil d'administration de la DZ Bank est composé de :
- Wolfgang Kirsch (président)
- Lars Hille
- Wolfgang Köhler
- Hans-Theo Macke
- Albrecht Merz
- Thomas Ullrich
- Frank Westhoff

Président du conseil de surveillance:
- Helmut Gottschalk